# Herklotsichthys lippa
Herklotsichthys lippa és una espècie de peix pertanyent a la família dels clupeids.

## Descripció
- Pot arribar a fer 16 cm de llargària màxima (normalment, en fa 14).
- 13-21 radis tous a l'aleta dorsal i 12-23 a l'anal.[5][6]

## Hàbitat
És un peix marí, pelàgic-nerític i de clima tropical (9°S-24°S).

## Distribució geogràfica
Es troba a Austràlia (des del golf d'Exmouth fins al golf de Carpentària, la península del Cap York i les illes Aru), el mar d'Arafura i Papua Nova Guinea.

## Observacions
És inofensiu per als humans.